# Заливанщина
Залива́нщина — село в Україні, у Калинівській міській громаді Хмільницького району Вінницької області. Населення становить 532 особи.
До 2020 орган місцевого самоврядування — Заливанщинська сільська рада.

## Географія
Селом протікає річка Яр Уласова Руда (Конава), ліва притока Постолової.

## Транспортне сполучення
Найближча залізнична станція — Голендри. Через неї щодня проходять приміські і регіональні електропоїзди, які сполучають зі столицею, обласним та районним центрами.
Також є автодорога місцевого значення.

## Історія
Станом на 1885 рік у колишньому власницькому селі Калинівської волості Вінницького повіту Подільської губернії мешкало 1570 осіб, налічувалось 238 дворових господарств, існували 2 православні церкви, школа, 2 постоялих будинки, 2 водяних млини, бурякоцукровий завод, відбувалось 2 щорічних ярмарки: 24 і 29 червня.
1892 в селі існувало 284 дворових господарства, проживало 2056 мешканців.
За переписом 1897 року кількість мешканців зросла до 2423 осіб (1185 чоловічої статі та 1238 — жіночої), з яких 2200 — православної віри.
Трагічна доля спіткала селян у роки Голодомору 1932-33 років. Село було занесено на "чорні дошки", тому смертність у селі перевищувала навіть середні показники по Україні. З 3500 мешканців села внаслідок вчиненого радянською владою геноциду загинуло близько 2000 осіб..
12 червня 2020 року, відповідно до Розпорядження Кабінету Міністрів України № 707-р, «Про визначення адміністративних центрів та затвердження територій територіальних громад Вінницької області», увійшло до складу Калинівської міської громади.
19 липня 2020 року, в результаті адміністративно-територіальної реформи і ліквідації Калинівського району, село увійшло до складу новоутвореного Хмільницького району.

## Населення

### Мова
Розподіл населення за рідною мовою за даними перепису 2001 року:
| Мова       | Кількість | Відсоток |
| ---------- | --------- | -------- |
| українська | 519       | 97.56%   |
| російська  | 13        | 2.44%    |
| Усього     | 532       | 100%     |

## Видатні уродженці
- Амвросій (Полікопа) — архієпископ Чернігівський і Новгород-Сіверський УПЦ (МП).
- Горецький Василь Олексійович (1907—1979) — геолог, доктор геолого-мінералогічних наук, професор.
- Бондарчук Іван Пилипович (1879—1932) — учасник руху соціалістів-революціонерів, один із учасників успішного замаху на німецького генерал-фельдмаршала Германа фон Ейхгорна, що відбувся 30 липня 1918 року в Києві.